# Рилівка
Рилі́вка — село в Україні, у Михайлюцькій сільській громаді Шепетівського району Хмельницької області. Населення становить 438 осіб (2007).

## Географія
Рилівка розташована на одній з невеликих правих приток річки Корчик, на межі з Берездівською сільською громадою та Житомирською областю. Зв'язане з сусіднім селом Яблунівка та районним центром асфальтованою дорогою.

## Історія
У 1906 році село Хоровецької волості Ізяславського повіту Волинської губернії. Відстань від повітового міста 50 верст, від волості 10. Дворів 109, мешканців 635.

## Відомі люди
- Максимілія́н Рилло — єпископ Української Греко-Католицької Церкви; з 1759 року єпископ Холмський; з 1785 року єпископ Перемишльський; народився у селі.[джерело?]
- Луць Володимир Васильович (11 грудня 1933 — 5 січня 2021) — Завідувач відділу проблем приватного права Науково-дослідного інституту приватного права і підприємництва імені академіка Ф. Г. Бурчака Національної академії правових наук України, доктор юридичних наук, професор, академік Національної академії правових наук України, заслужений діяч науки і техніки України.